# 비구

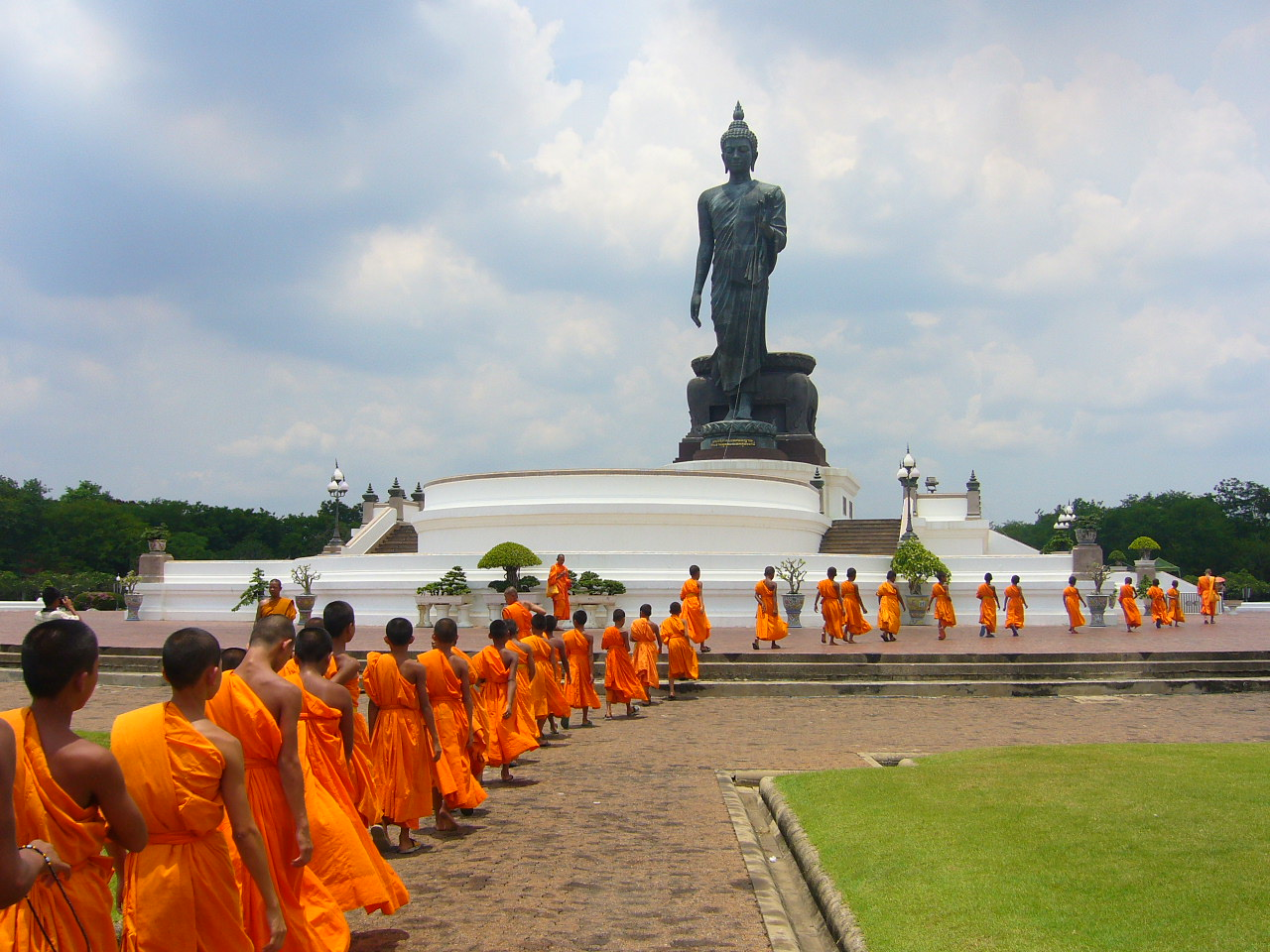

비구(比丘)는 비크슈(bhiksu) · 비쿠(bhikkhu)의 음역으로서, 필추(苾芻)라고도 음역하며 걸사(乞士) · 파번뇌(破煩惱)로 의역된다. 출가득도한 비구가 받야 할 구족계인 250계를 받은 남자 승려를 뜻한다.
비구승(比丘僧)은 출가하여 구족계를 받고, 독신으로 불도를 닦는 승려를 말하며, 살림을 차리고 아내와 자식을 거느린 승려인 대처승과 구별하여 부를 때 쓴다.

## 같이 보기
- 칠부중
- 비구니

## 참고 문헌
- 이 문서에는 다음커뮤니케이션(현 카카오)에서 GFDL 또는 CC-SA 라이선스로 배포한 글로벌 세계대백과사전의 내용을 기초로 작성된 글이 포함되어 있습니다.
- 운허.  동국역경원 편집, 편집. 《불교 사전》. |title=에 외부 링크가 있음 (도움말)